# Ilesa
Ilesa (en yoruba: Iléṣà: Iléṣà) es una ciudad localizada en el estado de Osun, al suroeste de Nigeria; es también el nombre de un estado histórico (también conocido como Ijesha o Ijesa) en dicha ciudad. El territorio estuvo gobernado por un monarca que ostentaba el título de Owa Obokun Adimula de Ijesaland. El territorio de Ilesa consistió en la ciudad y un número de ciudades circundantes más pequeñas.
Ijesa es un término utilizado para las personas del estado de Ilesa, que es parte del actual estado de Osun, que era parte del antiguo imperio Oyo. Algunos de las ciudades principales de los Ijesa son Ibokun, Erin Ijesa, Ipetu Jesa, Ijebu Jesa, Esa-Oke, Ipole, Ifewara, Ijeda, Iloko, Iwara, Iperindo, Erinmo, Iwaraja, Idominasi, Ilase, Igangan, Imo, Eti-oni, Ibodi y muchas otras.

## Monarcas de Ilesa
El estado de Ilesa (Ile-ti-a-sa que significa: la patria que escogimos), sede tradicional de los territorios Ijesa y capital del primer Consejo Local en Nigeria (concejo Ijesa/Ekiti Parapo) nombrado por la Administración Colonial británica el 21 de junio de 1900 comprendiendo a los actuales estados de Ondo y Ekiti. Fue fundado c. 1350 por Owaluse, un nieto de Ajibogun Aja (guerrero eterno) Owa Obokun Onida Arara, hijo de Oduduwa, el progenitor de la raza Yoruba de Benín y la zona suroeste de Nigeria. La ciudad fue descrita por Williams Howard Clark en 1854 en los siguientes términos: Por su limpieza, regularidad en amplitud y anchura, y la rectitud de sus calles, la antigua ciudad de Ilesa supera por lejos a cualquier ciudad nativa que he visto en el África negra.
Hay cuatro casas reales cuyo ascenso al trono supuestamente debe ser rotada: Biladu, Bilagbayo, Bilaro y Bilayirere. 
Los gobernantes han sido los siguientes:
| Ajibogun                                                  | -                          |
| Owaka Okile                                               |                            |
| Obarabara Olokuneshin                                     |                            |
| Owari                                                     | 1466 - 1522                |
| Owaluse                                                   | 1522 - 1526                |
| Atakunmosa                                                | 1526 - 1546                |
| Yeyelagagba                                               | 1588 - 1590                |
| Yeyegunrogbo                                              | 1588 - 1590                |
| Biladu Yo                                                 | 1652 - 1653                |
| Biladu II                                                 | 1653 - 1681                |
| Yeyewaji                                                  | 1681 -                     |
| Bilaro                                                    | 1681 - 1690                |
| Bilayiarere                                               | 1691 - 1692                |
| Bilagbayo                                                 | 1713 - 1733                |
| Yeyeori                                                   | 1734 - 1749                |
| Ori Abejoye                                               | 17.. - ...                 |
| Bilajagodo "Arijelesin"                                   | ... - ...                  |
| Bilatutu "Otutu bi Osin"                                  | 1772 - 1776                |
| Bilasa "Asa abodofunfun"                                  | 1776 - 1788                |
| Akesan                                                    | 1788 - 1795                |
| Bilajara                                                  | 1... - 1807                |
| Ogbagba                                                   | 1807–1813                  |
| Obara "Bilajila"                                          | 1813–1828                  |
| Odundun                                                   | 1828–1833                  |
| Gbegbaaje                                                 | 1833-1839                  |
| Ariyasunle (1.ª vez) -Regent                              | 1839                       |
| Ofokutu                                                   | 1839–1853                  |
| Ariyasunle (2.ª vez) -Regent                              | 1853                       |
| Ponlose                                                   | 1853–1867                  |
| Alobe                                                     | 1867–1869                  |
| 4 de junio de 1870 Agunlejika I                           | 1869 -                     |
| 1871 Vacante                                              | 4 de junio de 1870 -       |
| Oweweniye (1.ª vez)                                       | 1871–1873                  |
| Vacante                                                   | 1873                       |
| Oweweniye (2.ª vez)                                       | 1873–1875                  |
| Septiembre de 1892 Adimula Agunloye-bi-Oyinbo "Bepolonun" | 1875 -                     |
| Lowolodu                                                  | Mar. 1893 - Nov. 1894      |
| Vacante                                                   | Nov. 1894 - abril de 1896  |
| Ajimoko I                                                 | Abril de 1896 - Sept. 1901 |
| Ataiyero [Atayero]                                        | 1901–1920                  |
| Aromolaran                                                | 1920–1942                  |
| Ajimoko "Haastrup" -Regent                                | 1942 - 10 Sep 1942         |
| Ajimoko II "Fidipote"                                     | 10 Sep 1942 - 18 Oct 1956  |
| J. E. Awodiya -Regent                                     | 18 Oct 1956 - 1957         |
| Biladu III "Fiwajoye"                                     | 1957 - Jul 1963            |
| .Ogunmokun... -Regent                                     | Jul 1963 - 1966            |
| Agunlejika II                                             | 1966–1981                  |
| Oba Gabriel Adekunle Aromolaran II                        | 1982 - ?                   |

## Personas notables
- Samuel Olatunde Fadahunsi,  Comandante del Orden de Níger, CON y Presidente del Consejo para el Control de Ingeniería en Nigeria (COREN)

- Profesor Bolaji Akinyemi, exministro de Asuntos Exteriores y profesor de Ciencias Políticas
- Moisés Olaiya, (aka Baba Sala), comediante
- Prof Isaac Aluko Olokun, diplomático
- Rtd Hon. Justice Kayode Eso del Tribunal Supremo de Nigeria
- Prof. Wale Omole, ex-Vicecanciller A, Universidad Obafemi Awolowo, Ile-Ife
- Adebayo Adenipekun SAN
- Ogbeni Rauf Aregbesola, Gobernador de Osun.